# Campionato del mondo F.I.S.A. di Subbuteo 1982 - Categoria seniores
Il "4th F.I.S.A. World Championships" di Subbuteo (Calcio da tavolo) di Barcellona in Spagna.
Fasi di qualificazione ed eliminazione diretta della Categoria Seniores.
Per la classifica finale vedi Classifica.
Per le qualificazioni delle altre categorie:
- Juniores

## Primo turno

### Girone 1
- R. Vergeer  -  Derek Baglietto 0-1
- Menezes  -  Savage 0-1
- R. Vergeer  -  Menezes 3-1
- Derek Baglietto  -  Savage 4-1
- R. Vergeer  -  Savage 0-0
- Derek Baglietto  -  Menezes 6-0

### Girone 2
- Marc Clarbois  -  Jim Skelly 3-1
- Marios Anastasiou  -  John McGiffen 1-0
- Marc Clarbois  -  Marios Anastasiou 3-0
- Jim Skelly  -  John McGiffen 2-2
- Marc Clarbois  -  John McGiffen 3-2
- Marios Anastasiou  -  Jim Skelly 0-2

### Girone 3
- Renzo Frignani  -  Michel Gheysens 2-0
- Willy Hofmann  -  Gerhard Ecker 2-0
- Renzo Frignani  -  Willy Hofmann 2-1
- Michel Gheysens  -  Gerhard Ecker 1-0
- Renzo Frignani  -  Gerhard Ecker 3-1
- Willy Hofmann  -  Michel Gheysens 1-0

### Girone 4
- Arturo Martinez  -  Mario Spiteri 2-1
- Scott Aldridge  -  Tim Tumminaro 4-0
- Arturo Martinez  -  Scott Aldridge 3-0
- Mario Spiteri  -  Tim Tumminaro 6-0
- Arturo Martinez  -  Tim Tumminaro 7-0
- Mario Spiteri  -  Scott Aldridge 2-0

### Girone 5
- Norman Gleaves  -  Chugani 2-0
- Iannou  -  A'Court 0-0
- Norman Gleaves  -  Iannou 2-0
- Chugani  -  A'Court 1-0
- Norman Gleaves  -  A'Court 0-0
- Iannou  -  Chugani 0-1

### Girone 6
- Horst Becker  -  Wroldsen 5-0
- Carlos Da Silva Torres  -  Wroldsen 2-0
- Horst Becker  -  Carlos Da Silva Torres 3-0

## Quarti di Finale

### Girone 1
- Arturo Martinez  -  Mario Spiteri 2-1
- Arturo Martinez  -  Willy Hofmann 0-5
- Willy Hofmann  -  Mario Spiteri 4-2

### Girone 2
- Jim Skelly  -  Derek Baglietto 1-1
- Jim Skelly  -  R. Vergeer 2-0
- Derek Baglietto  -  R. Vergeer 2-2

### Girone 3
- Norman Gleaves  -  Marc Clarbois 0-1
- Norman Gleaves  -  Renzo Frignani 0-1
- Marc Clarbois  -  Renzo Frignani 0-0
- Spareggio
  - Marc Clarbois  -  Renzo Frignani 0-1

### Girone 4
- Chugani  -  Carlos Da Silva Torres 0-0
- Chugani  -  Horst Becker 0-3
- Horst Becker  -  Carlos Da Silva Torres 0-2

## Semifinali
- Willy Hofmann  -  Renzo Frignani 2-7
- Jim Skelly  -  Horst Becker 0-3

## Finale 3º/4º posto
- Willy Hofmann  -  Jim Skelly 6-0

## Finale 1º/2º posto
- Renzo Frignani  -  Horst Becker 2-1